# Strymon christophei
Strymon christophei is een vlinder uit de familie van de Lycaenidae. De wetenschappelijke naam van de soort werd als Thecla christophei in 1943 gepubliceerd door Comstock & Huntington.